# گلیسیرریزین
گلیسیرریزین (به انگلیسی: Glycyrrhizin) یک ترکیب شیمیایی با شناسه پاب‌کم ۱۴۹۸۲ است. که جرم مولی آن ۸۲۲٫۹۴ g/mol می‌باشد. 